# Covent Garden (metrostation)
Covent Garden is een station van de metro van Londen aan de Piccadilly Line. Het station werd ontworpen door de in metrostations gespecialiseerde architect Leslie Green (1875-1908) en is voorzien van de voor Green kenmerkende ossenbloedkleurige geglazuurde tegels. Het is geopend in 1907.

## Geschiedenis
In 1897 kreeg de Brompton en Piccadilly Circus Railway (B&PCR) toestemming voor een metrolijn van Piccadilly Circus naar het westen en twee jaar later kreeg de Great Northern and Strand Railway (GN&SR) parlementaire goedkeuring voor een lijn tussen Wood Green (Alexandra Palace) en Strand (Aldwych). In 1898 had de B&PCR al toestemming gekregen om de lijn ten oosten van Piccadilly Circus door te trekken tot Canbourn Street en in 1899 waren vijf metrobedrijven op zoek naar geld om de lijnen te kunnen aanleggen. De opening van de Central Line in 1900 leidde tot een verhoogde belangstelling voor de bouw van geboorde tunnels (tubes). De GN&SR werd in september 1901 overgenomen door de B&PCR.
De Amerikaanse investeerder Charles Yerkes kocht in 1901 de aandelen van de metrobedrijven en bracht ze in juni 1902 onder in zijn Underground Electric Railway Company of London (UERL). UERL kreeg geen toestemming om de B&PCR door te trekken naar Angel en het parlement stelde de voorwaarde om de lijnen tussen Finsbury Park en Hammersmith als een geheel te bouwen. In november 1902 kreeg UERL toestemming voor de tunnel tussen Canbourn Street en Holborn met onderweg station Covent Garden, zodat er een doorgaande lijn ontstond onder de naam Great Northern, Piccadilly and Brompton Railway (GNP&BR). In 1903 had de UERL £18 miljoen (€ 2 mrd prijspeil 2017) aangetrokken voor de bouw van haar lijnen, waaronder de GNP&BR die op 15 december 1906 werd geopend. Station Covent Garden, in het sluitstuk van de lijn, was op 11 april 1907 gereed voor gebruik.

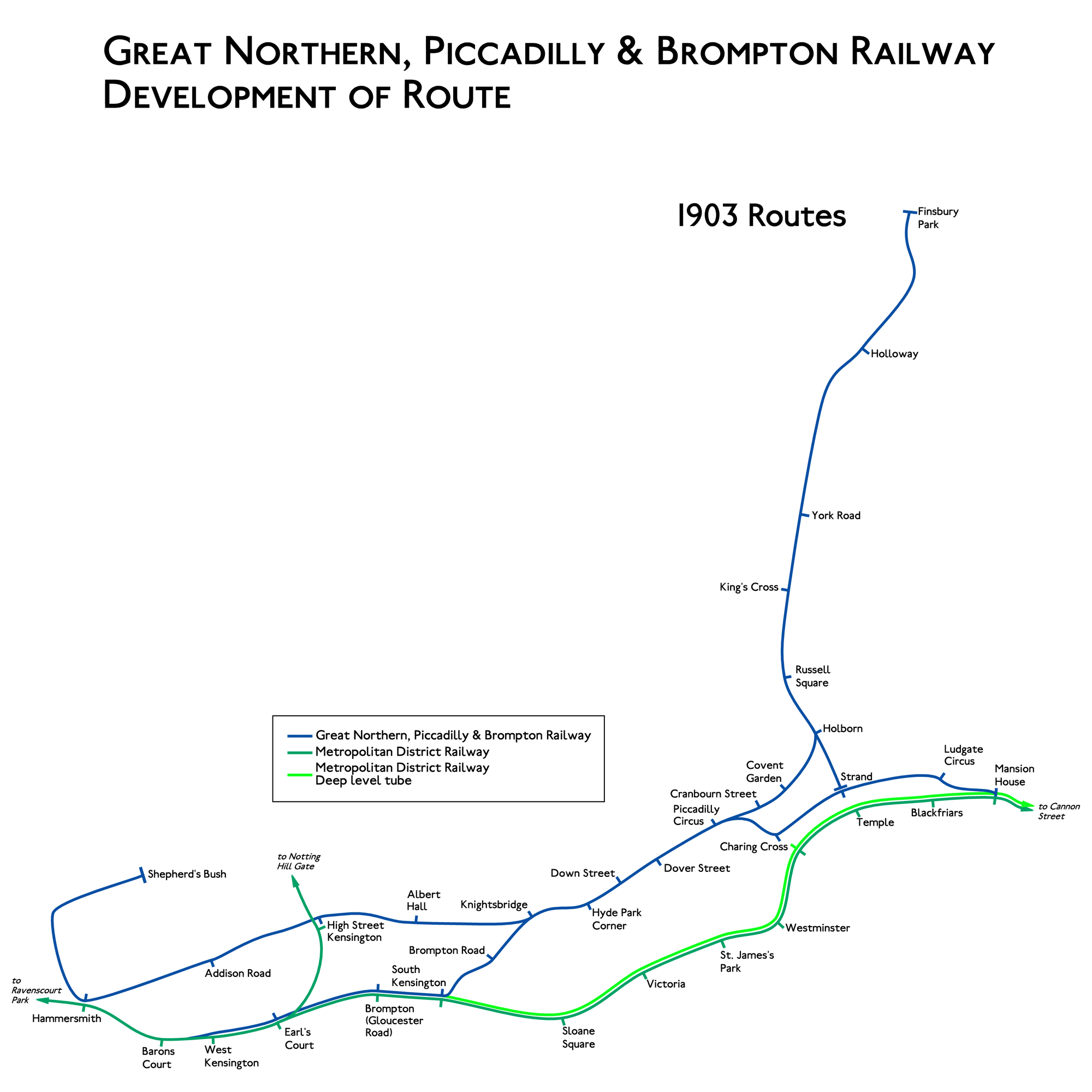
De plannen in 1903
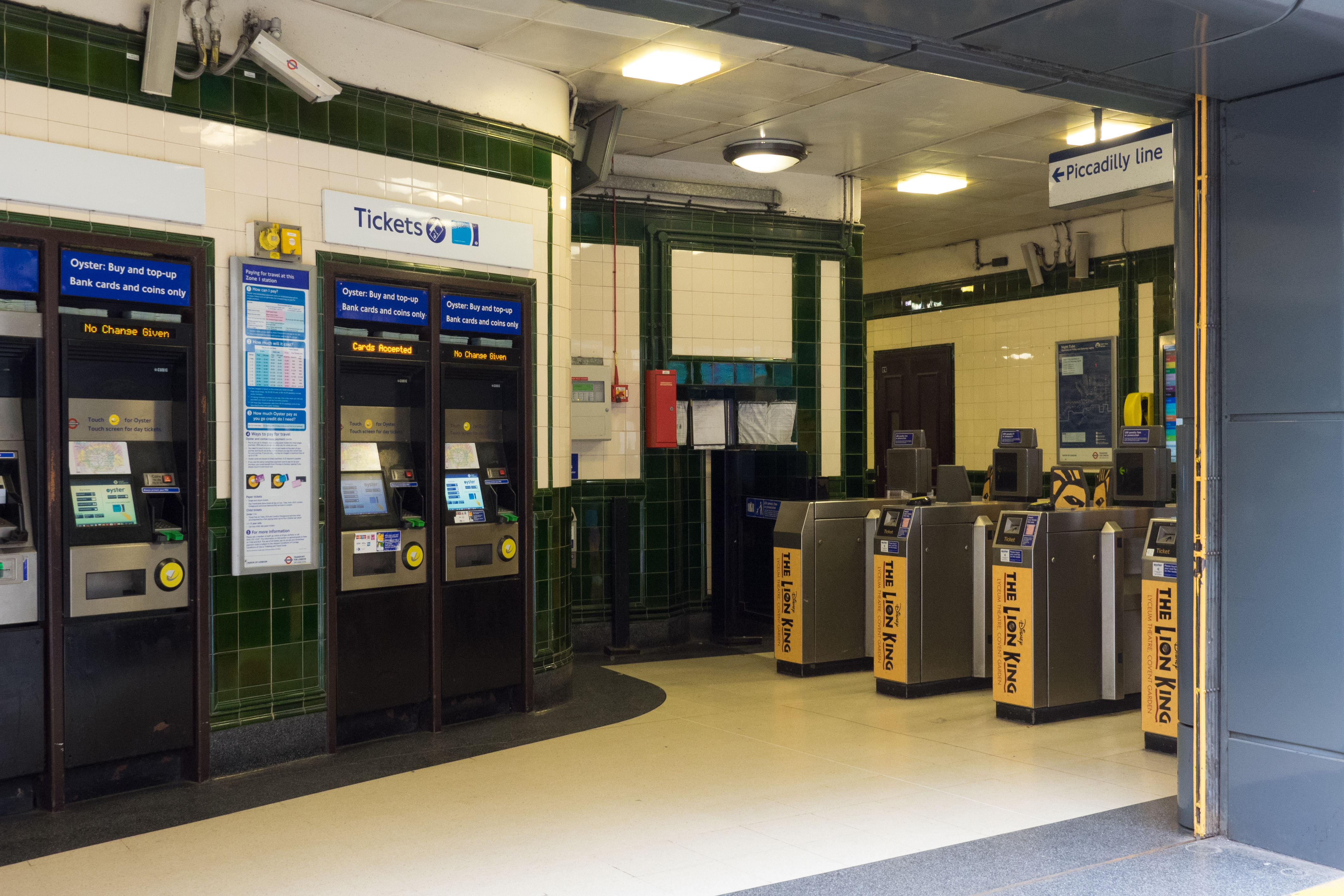
De stationshal in 2017
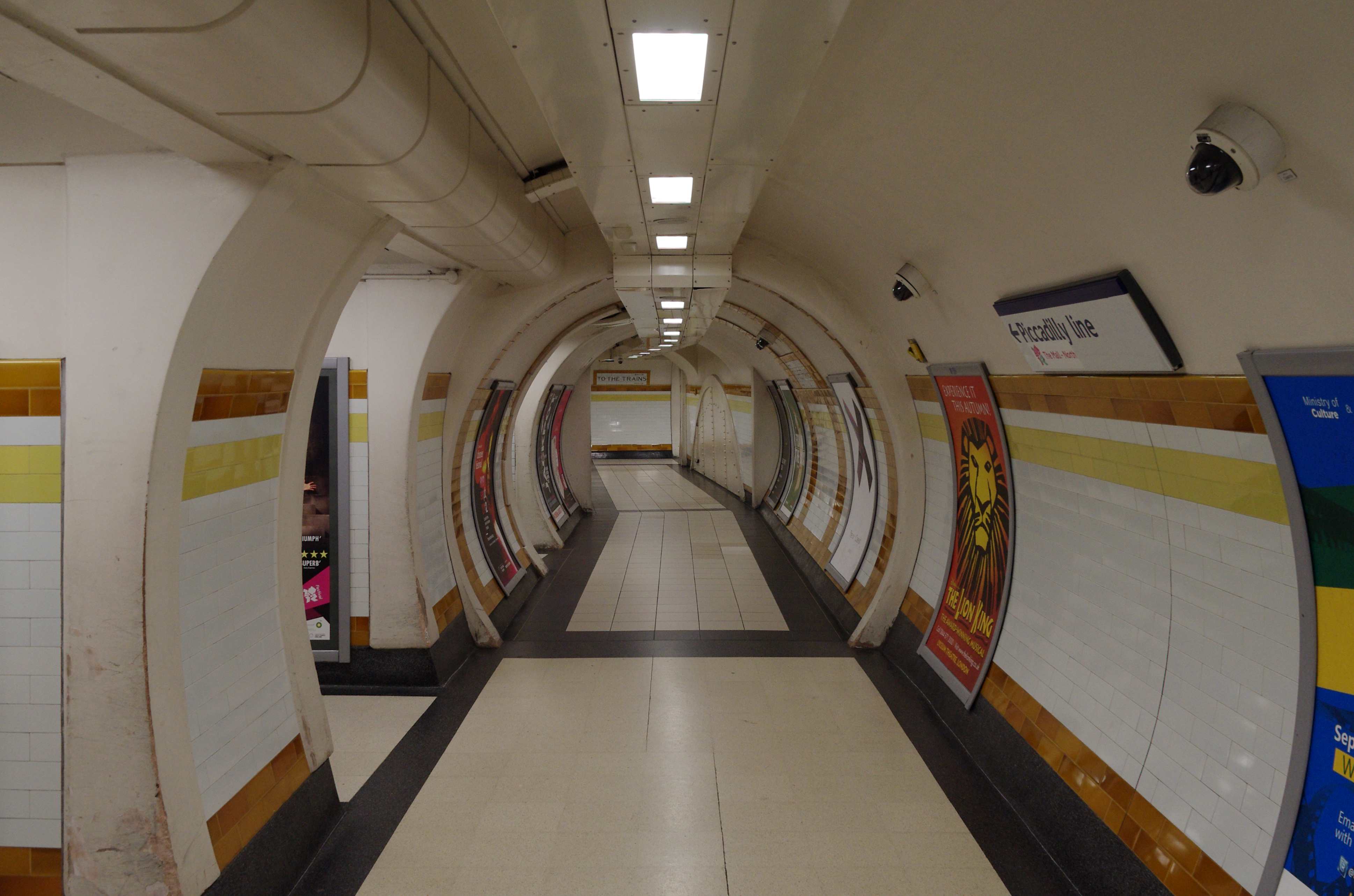
Tussen lift en perron

Net als de rest van de oorspronkelijke BNP&BR-stations, werden het stationsgebouw op straatniveau en het tegelwerk ondergronds ontworpen door Leslie Green in de Britse art nouveau-stijl. Het station op de hoek van James Street en Long Acre is duidelijk herkenbaar als werk van Green door de bloedrode geglazuurde gevel met bogen met ramen op de eerste verdieping. Zoals gebruikelijk in de begintijd van de tubes worden de reizigers tussen de stationshal en de perrons met liften vervoerd. Naast de liften is een wenteltrap van 193 treden die dient als nooduitgang. De liften komen beneden uit op een reizigerstunnel een niveau hoger dan de perrons zelf op 37 meter diepte. Deze tunnel loopt tussen de liften en de perrons die ten noorden van het gebouw onder Long Acre liggen. Omdat de tunnel met vaste trappen met de perrons is verbonden is het station ondanks de liften niet toegankelijk voor rolstoelgebruikers. Het tegelwerk kreeg, net als bij de andere stations van Leslie Green, een uniek patroon voor de herkenbaarheid door laaggeletterden.

## Verlenging
In 1929 was de verlenging van de GNP&BR aan beide zijden aan de orde. Deze verlenging betekende ook dat de snelheid op de lijn verhoogd moest worden om aanvaardbare reistijden naar de nieuwe eindpunten te houden. Om de doorstroming op de stations in het centrum te verbeteren werd besloten om ze te voorzien van roltrappen. Dit betekende in veel gevallen een verplaatsing van het stationsgebouw. Daarnaast werden negen stations, waaronder Covent Garden, voorgedragen voor sluiting om het aantal stops in het centrum te beperken. Covent Garden werd niet gesloten maar evenmin verbouwd zodat het nog een van de weinige stations in het centrum is waar de reizigers alleen met de lift op en neer mogen. In 1933 werd het openbaar vervoer in Londen genationaliseerd in London Transport, dat de verschillende metrotrajecten de eenvormige uitgang Line gaf, en zodoende werd de GNP&BR-lijn de Piccadilly Line. In 2010 verving Transport for London de tegels, waarbij het station zoveel mogelijk in de originele staat werd behouden. In 2011 plaatste English Heritage de voorgevel van het station op de monumentenlijst omdat het een goed voorbeeld is van Leslie Green's architectuur.

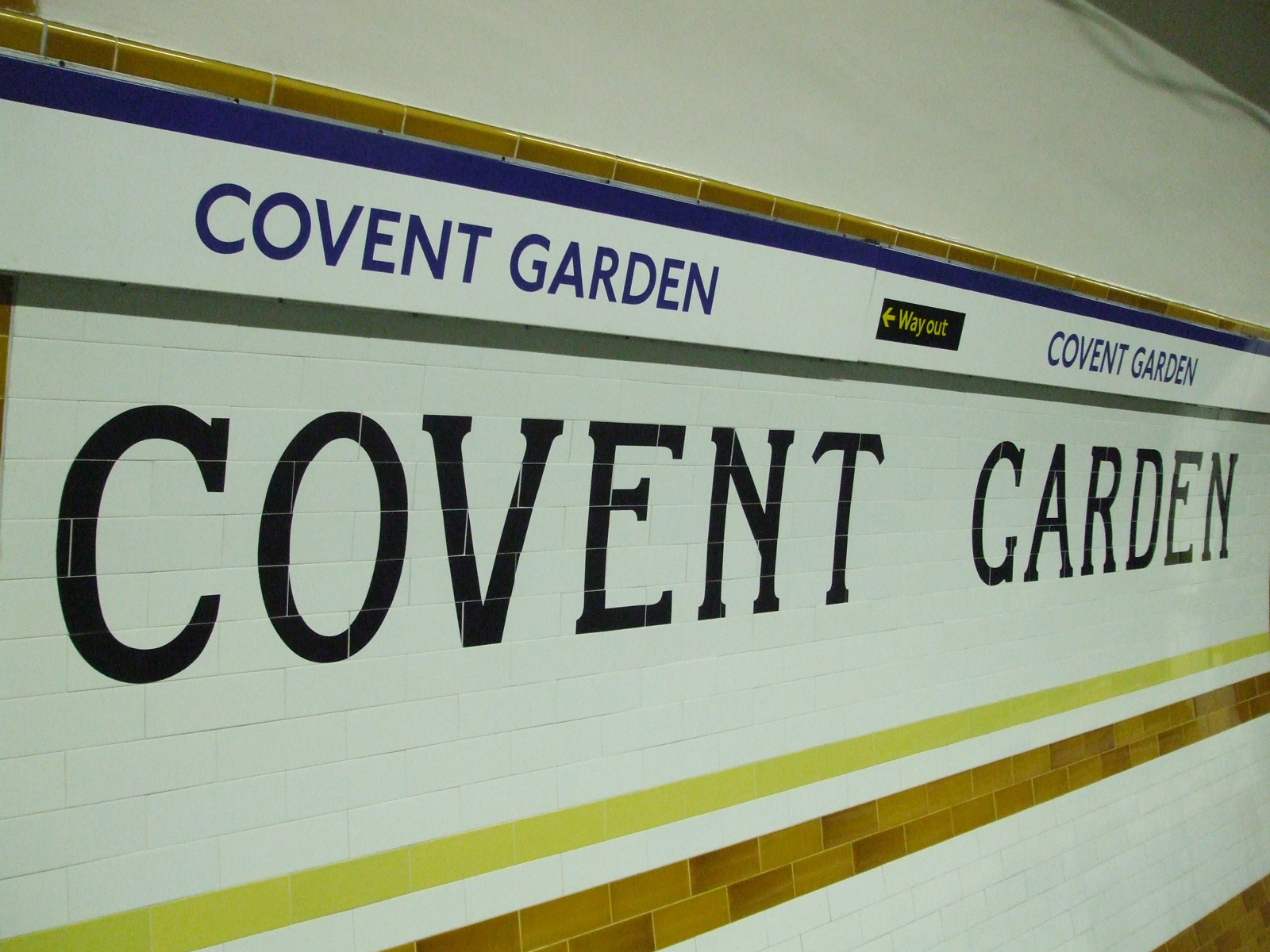
De kenmerkende tegels uit 1907
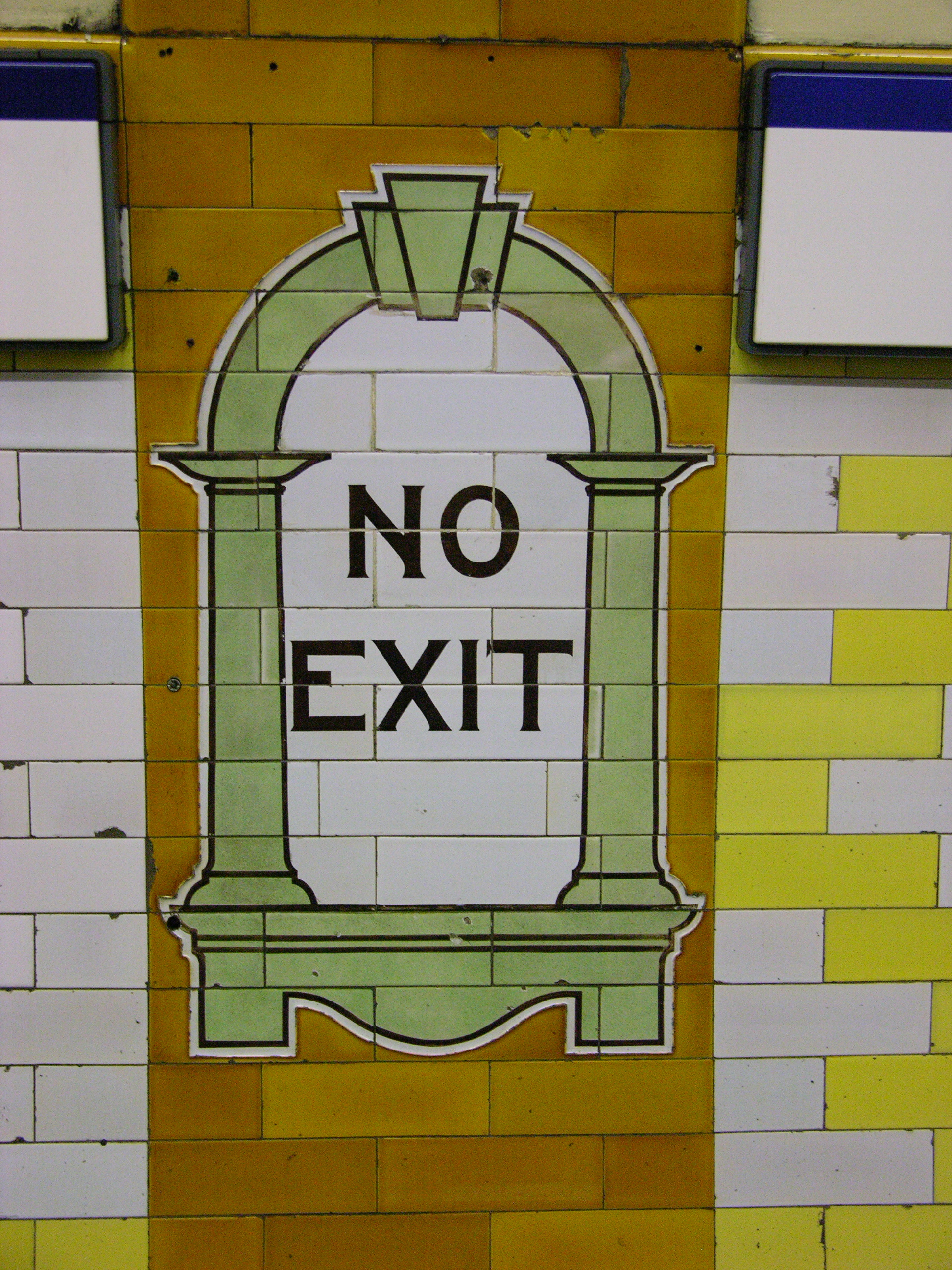
Cartouche bij de ingang van het perron
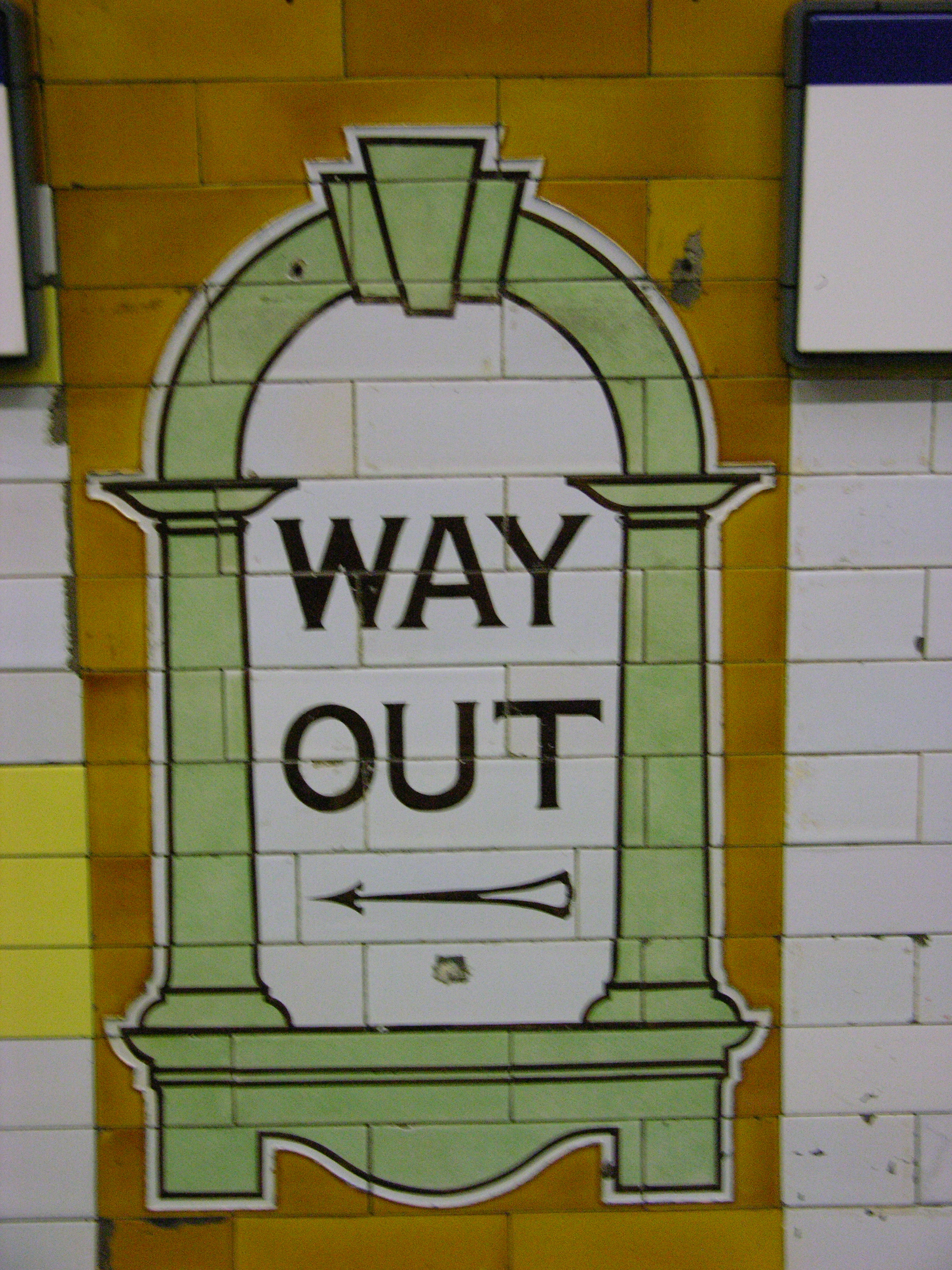
Cartouche met de wegwijzer naar de uitgang van het perron
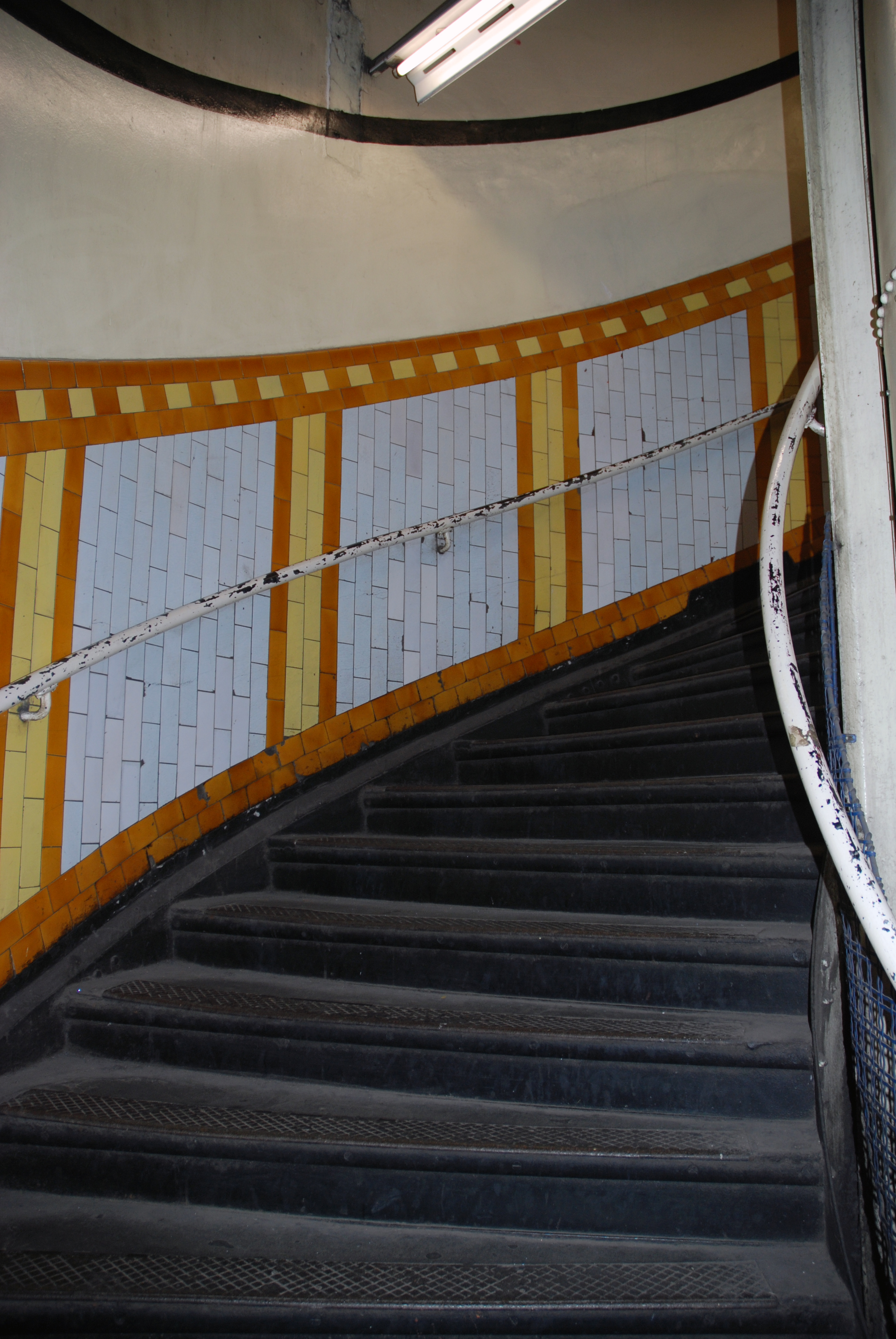
De wenteltrap
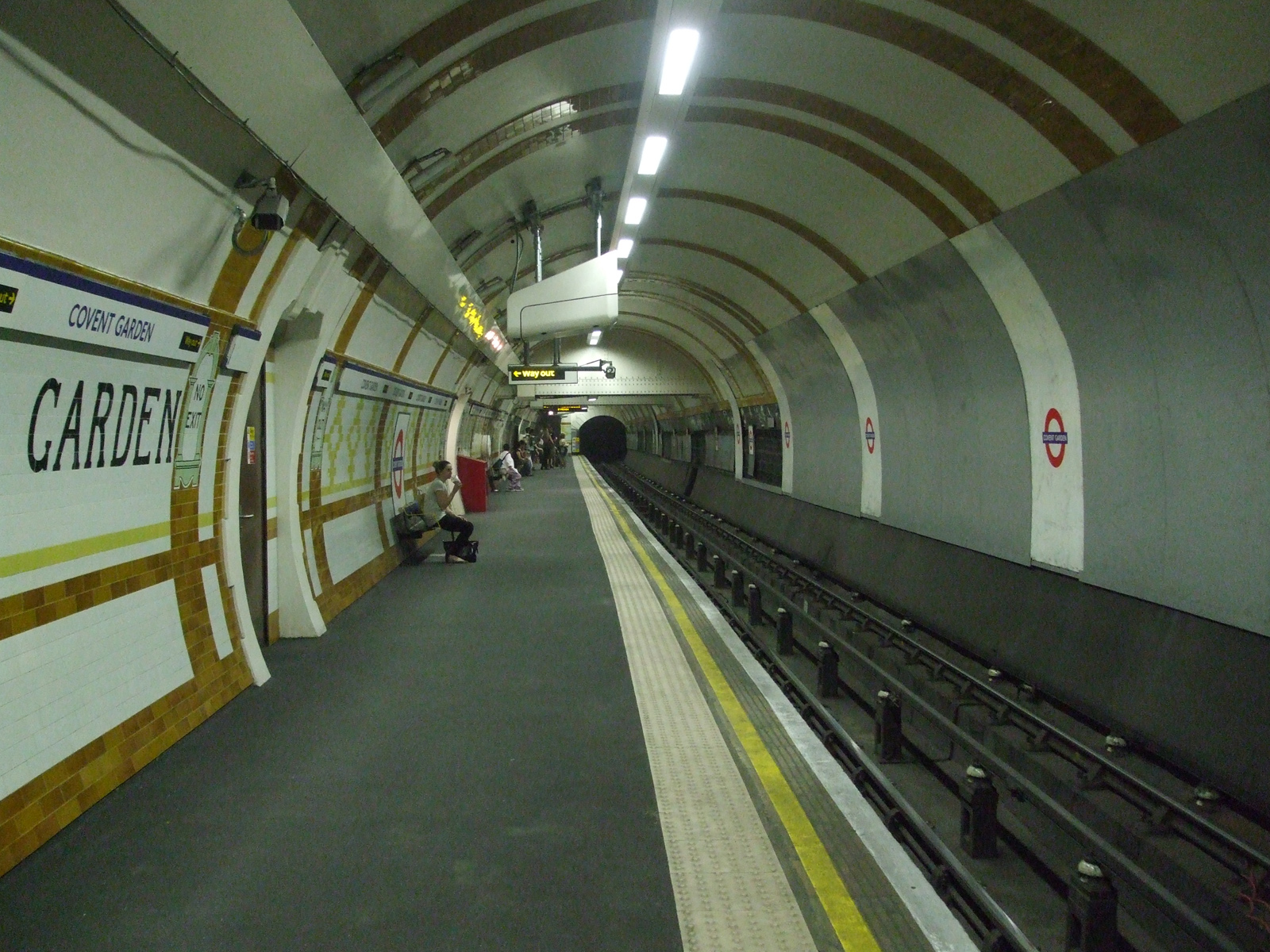
De Piccadilly Line naar het westen
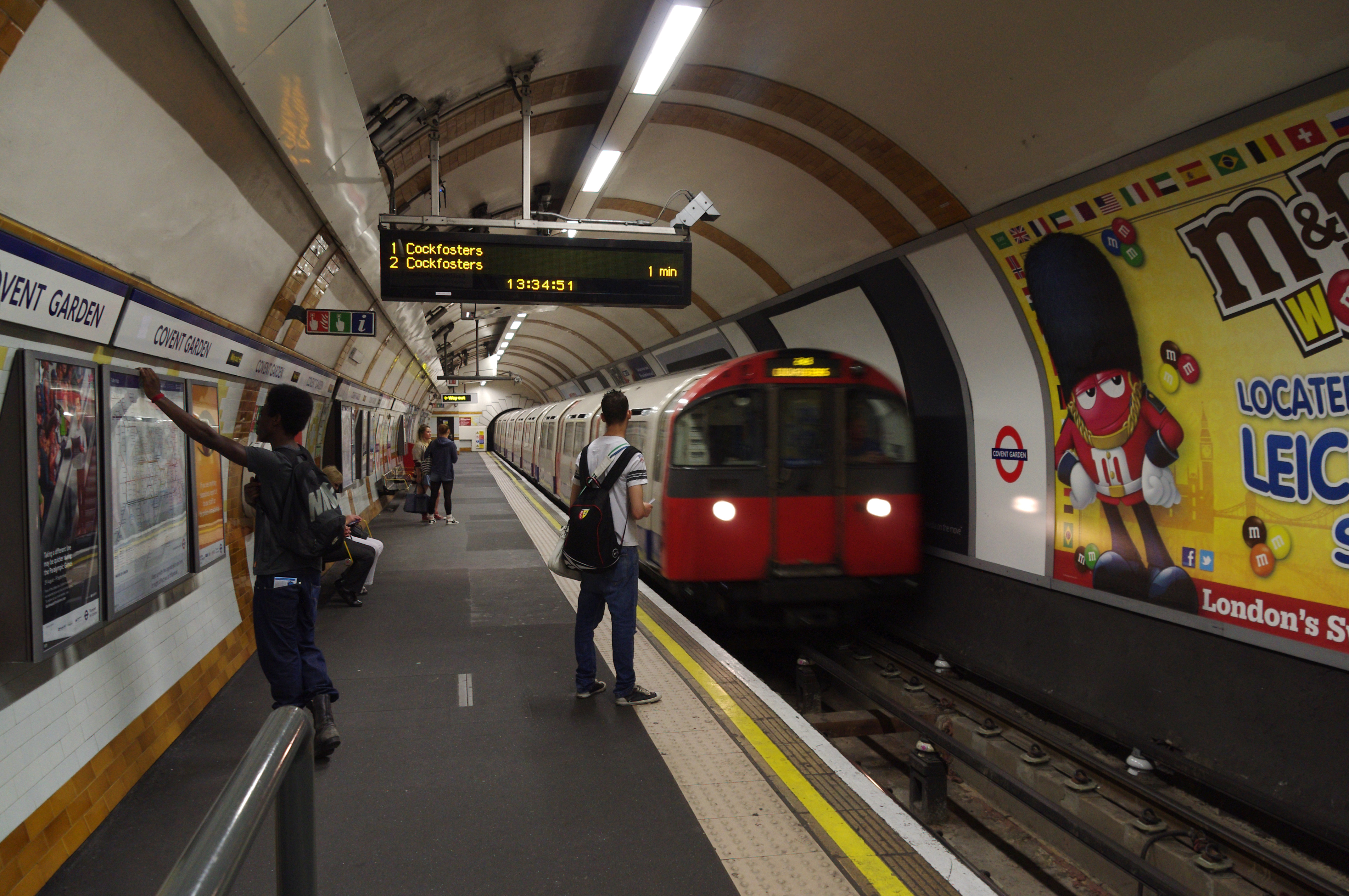
De Piccadilly Line naar het noorden

## Reizigersdienst
- De Piccadilly Line rijdt afhankelijk van de drukte elke 3 tot 7 minuten in beide richtingen.
- In de nachten van vrijdag op zaterdag en zaterdag op zondag rijdt elke 6 minuten de Night Tube.

In verband met de drukte die de populaire wijk Covent Garden met zich meebrengt was het station op zaterdagmiddag alleen beschikbaar voor uitstappers. Hoewel deze regel is afgeschaft, wordt bezoekers aangeraden gebruik te maken van nabijgelegen stations. Covent Garden ligt op een afstand van slechts 260 meter van het station Leicester Square, de kortste afstand tussen twee stations op het netwerk van de Londense Underground en de rit tussen de stations duurt ongeveer 20 seconden. De stations liggen zo dichtbij elkaar dat een voetganger, die halverwege de Long Acre Street staat, beide metrostations kan zien door 180° te draaien. De nabijheid betekent dat het standaardtarief van £ 4,80 voor een enkele reis tussen deze twee stations van de London Underground neerkomt op £ 29,81 per mijl. Zodoende is de reis per mijl duurder is dan een mijl met de Venice Simplon Orient Express. Posters op het station geven informatie over de alternatieve manieren om van en naar Covent Garden te komen via omliggende stations.

## Folklore
Er wordt gezegd dat de geest van acteur William Terriss (vermoord in 1897) in het station rondwaart. Volgens het verhaal kwam hij regelmatig bij de bakkerij die werd gesloopt om plaats te maken voor het stationsgebouw. De laatst gemelde waarneming van Terriss was in 1972.

## Fotoarchief
- London Transport Museum Photographic Archive
  - Instappende reizigers bij Covent Garden in 1921
  - Een blik langs het perron in 1921
  - Een metrostel op de Piccadilly line langs het perron in 1923
  - Stationsgevel in 1925
  - De kaartverkoop in 1928
  - De kaartverkoop in 1928
  - Lift met kaartcontroleur in 1936
  - Stationsgevel in 1937